# ПГЕ Арена Гданск
ПГЕ „Арена“ (на полски: PGE Arena Gdańsk) е футболен стадион в полския град Гданск.
Използва се главно за футболни срещи и е официалният стадион на „Лехия“, Гданск. Разположен е в северната част на града. Съоръжението има капацитет от 43 615 седящи места, всички с покрив. Той е най-големият стадион в Екстракласа и 3-ти в страната.
Строежът започва през 2008 и завършва в средата на 2011 г. Мачът на откриването е между „Лехия“, Гданск и „Краковия“ и завършва с равенство 1 – 1. Първият международен мач Полша – Германия се състои на 6 септември 2011 г. и завършва при резултат 2 – 2.
Стадионът е сред съоръженията, построени специално за Евро 2012. То ще приеме 4 мача от турнира. 3 срещи от група В и четвъртфинал ще се изиграят тук.
От 2010 г. официалното име на стадиона е ПГЕ „Арена“ (преди се е наричал „Балтик Арена“) въз основа на договор за спонсорство с Полската енергийна група.

## Евро 2012
Следните мачове от Европейското първенство по футбол 2012 се изиграха на ПГЕ Арена.
| Дата        | Час (UTC+2) | Отбор #1 | Резултат | Отбор #2 | Фаза         | Голмайстори |
| ----------- | ----------- | -------- | -------- | -------- | ------------ | --- |
| 10 юни 2012 | 18:00       | Испания  | 1 – 1    | Италия   | Група C      | Антонио Ди Натале 61' Сеск Фабрегас 64'                                                                            |
| 14 юни 2012 | 20:45       | Испания  | 4 – 0    | Ирландия | Група C      | Фернандо Торес 4',70' Давид Силва 49' Сеск Фабрегас 83'                                                            |
| 18 юни 2012 | 20:45       | Хърватия | 0 – 1    | Испания  | Група C      | Хесус Навас 88' |
| 22 юни 2012 | 20:45       | Германия | 4 – 2    | Гърция   | Четвъртфинал | Филип Лам 39' Йоргос Самарас 55' Сами Кедира 61' Мирослав Клозе 68' Марко Ройс 74' Димитрис Салпингидис 89' (дуз.) |

## Галерия
- Централната трибуна преди мача на откриването
- Стадионът отвътре
- Централният вход